# ふぐざく
ふぐざくは、愛媛県新居浜市発祥の郷土料理である。フグの白身や皮などを細切れにしポン酢ともみじおろしで味付けする。ふぐざくの上にカワハギの肝が乗っているのが特徴である。白身や皮を先に食べた後、湯豆腐を追加して食する方法を提案する店も市内にはある。

## 解説
同市にある料亭「波満蝶」の初代店主藤田浅次郎が考案した。浅次郎は常に新しい料理の試作を繰り返し、フグの薄作りを食べたいお客様を待たせないためのお通しとして最初は出された。ざくの人気が高まるに連れて、新居浜の名物料理にしようと考えて作り方を広く公開した。
現在新居浜市は「「ええぞね」にいはま 食のブランドシリーズ」として、ざんき 、七福芋 と並んで長く愛されているご当地食・自然風土を生かした食材や料理として、食べられる場所を公開している。
新居浜市は県内屈指のフグの水揚げ高があり、冬には市内の料亭・居酒屋等ではフグを出すのが当たり前と言われている。また、全国一の水揚げ高を誇る山口県下関市の料理人ですら、新居浜市のフグには一目を置いているとも言われている。
毎年2月9日にはフグに感謝して供養と放流をする、ふぐ供養祭が行われている。